# آلپ لیگوریا
آلپ لیگوریا رشته‌کوهی در شمال غربی ایتالیا است. بخش کوچکی از این رشته‌کوه در فرانسه واقع شده‌است. این رشته کوه‌ها منتهی الیه جنوب غربی آلپ را تشکیل می‌دهند. کول د تنده و دره ورمناگنا این رشته‌کوه را از آلپ دریایی جدا می‌کنند. این رشته‌کوه مرز بین پیمونت در شمال و لیگوریا در جنوب را تشکیل می‌دهد.